# 아치의 노래, 정태춘
아치의 노래, 정태춘(Song of the Poet)은 한국에서 제작된 고영재 감독의 2022년 다큐멘터리 영화이다. 정태춘 등이 주연으로 출연하였다.

## 출연

### 주연
- 정태춘
- 박은옥

### 조연
- 유지연
- 김용환
- 이영미
- 강헌
- 정태의
- 최선용
- 최치선
- 이영국
- 강산에
- 이철수
- 이수경
- 유나미
- 김미현
- 고창영
- 원서하